# Saint-Rémy-sur-Avre

Saint-Rémy-sur-Avre este o comună în departamentul Eure-et-Loir, Franța. În 1 ianuarie 2022 avea o populație de 4.065 de locuitori.